# Chasselay (Rhône)
Chasselay település Franciaországban, Rhône megyében. Lakosainak száma 2901 fő (2022. január 1.). Chasselay Poleymieux-au-Mont-d’Or, Quincieux, Saint-Germain-au-Mont-d’Or, Les Chères, Limonest és Lissieu községekkel határos.

## Népesség
A település népességének változása:
| Lakosok száma | 2695 | 2766 | 2840 | 2784 | 2793 | 2791 | 2833 | 2828 | 2901 |
|               | 2013 | 2015 | 2016 | 2017 | 2018 | 2019 | 2020 | 2021 | 2022 |